# Symmela uniformis
Symmela uniformis är en skalbaggsart som beskrevs av Blanchard 1850. Symmela uniformis ingår i släktet Symmela och familjen Melolonthidae. Inga underarter finns listade i Catalogue of Life.